# Alexandru Văitoianu
Alexandru Văitoianu (n. 9 august 1866 – d. 1939, București) a unul dintre generalii Armatei României din Primul Război Mondial.
A îndeplinit funcția de comandant al Brigăzii 41 Infanterie din Divizia 16 Infanterie în campania anului 1916.. În luna noiembrie 1916 a fost numit la comanda Grupului Dunărea care este încercuit și capitulează la Izbiceni, la 23 noiembrie/6 decembrie 1916, colonelul Văitoianu fiind făcut prizonier.:p. 479

## Biografie
A fost fratele mai mic al generalului Arthur Văitoianu.
în 1924 a fost implicat  în „afacerea pașapoartelor”, procurând contra cost pașapoarte false câtorva mii de țărani români care doreau să emigreze în America. A fost arestat după declanșarea scandalului.

## Cariera militară
După absolvirea școlii militare de ofițeri cu gradul de sublocotenent, Alexandru Văitoianu a ocupat diferite poziții în cadrul unităților de artilerie, infanterie sau în eșaloanele superioare ale armatei, cea mai importantă fiind cea de comandant al Regimentului 1 Infanterie.
După revenirea din prizonierat a fost avansat la gradul de general de brigadă, la 1 noiembrie 1918. A demisionat din armată la sfârșitul anului 1919.:p. 11

## Lucrări
- Directive de învațămănt și educațiune 1908, [de Maior A. Văitoianu, Comandantul gimnaziului de fii de militari]. Craiova (Inst. grafic Samitca, I. Samitca și D. Baraș), 1908[13]

## Decorații
- Ordinul „Steaua României”, în grad de ofițer (1912)
- Ordinul „Coroana României”, în grad de ofițer (1906)[3]:p. 437